# 水戸のお局
『水戸のお局』（みとのおつぼね）は、あらいきよこによる日本の漫画。『姉系プチコミック』（小学館）第8号（2012年7月号増刊）から第11号（2013年4月号増刊）まで全4話が連載された。単行本は全1巻。水戸黄門マニアのOLが水戸黄門のごとく悪を糾弾していく勧善懲悪の物語。

## あらすじ
大の水戸黄門マニアのOL・水戸樹利亜は、荒んだ家庭から早く出ていき、ドラマで水戸光圀を演じる俳優・西野英太郎が住むマンションを買うという目標があった。ある日、同僚2人と共に2000万円の横領の疑いをかけられるが、樹利亜らを犯人と決め付けてきた上司に不正経理の疑いがあることを知っていた樹利亜は、証拠を確実なものにしようと仲間と協力して調査を始める。営業部社員で社長の甥で、自身もまた水戸黄門フリークである徳川は、上司の不正を糾弾した樹利亜を好きになってしまう。

## 登場人物
水戸 樹利亜
勤続10年の経理課のお局OL。33歳、独身。大の水戸黄門好きで、ご老公は心の恋人。両親は10年以上、家庭内別居状態にあり、荒んだ家庭から早く出ていきたいと願っている。憧れの黄門様を演じる俳優・西野英太郎と同じマンションに住むのが夢で、貯金をしつつ空室が出るのを待っている。
徳川
営業部社員。社長の甥。樹利亜と同じく水戸黄門フリークで、ご老公を心の師匠と慕っている。樹利亜が憧れている西野英太郎と同じマンションに住んでいる。ルームウェアは黄門ルック。
賀来田
樹利亜の同僚。玉の輿を狙っており、趣味はセレブ男漁り。通称・カク。
矢木
経理課社員。課長にいびられていたところに助け舟を出してくれた樹利亜を好きになる。通称・スケ。
田中
経理課課長。樹利亜らの上司。陰険な性格と体型から、陰では「狸」と呼ばれる。
野田 和彦
副社長（最終話では「専務」ともある）。次期社長と目されているが、その座を確実なものにするため様々な策を巡らす。

## 書誌情報
- あらいきよこ『水戸のお局』小学館〈フラワーコミックスα〉、2013年6月発行[2]、ISBN 978-4-09-135249-1